# Yana Yegorián
Yana Karapétovna Yegorián (en ruso: Яна Карапетовна Егорян; Ereván, Armenia, 20 de diciembre de 1993) es una deportista rusa que compite en esgrima, especialista en la modalidad de sable.
Participó en los Juegos Olímpicos de Río de Janeiro 2016, obteniendo dos medallas de oro, en las pruebas individual y por equipos (junto con Yekaterina Diachenko, Sofia Velikaya y Yuliya Gavrilova).
Ganó siete medallas en el Campeonato Mundial de Esgrima entre los años 2013 y 2025, y siete medallas en el Campeonato Europeo de Esgrima entre los años 2013 y 2019.

## Palmarés internacional
| Juegos Olímpicos   | Juegos Olímpicos        | Juegos Olímpicos  | Juegos Olímpicos  |
| Año                | Lugar                   | Medalla           | Prueba            |
| ------------------ | ----------------------- | ----------------- | ----------------- |
| 2016               | Río de Janeiro (Brasil) | Medalla de oro    | Sable individual  |
| 2016               | Río de Janeiro (Brasil) | Medalla de oro    | Sable por equipos |
| Campeonato Mundial |                         |                   |                   |
| Año                | Lugar                   | Medalla           | Prueba            |
| 2013               | Budapest (Hungría)      | Medalla de plata  | Sable por equipos |
| 2014               | Kazán (Rusia)           | Medalla de bronce | Sable individual  |
| 2015               | Moscú (Rusia)           | Medalla de oro    | Sable por equipos |
| 2018               | Wuxi (China)            | Medalla de plata  | Sable por equipos |
| 2018               | Wuxi (China)            | Medalla de bronce | Sable individual  |
| 2019               | Budapest (Hungría)      | Medalla de oro    | Sable por equipos |
| 2025               | Tiflis (Georgia)        | Medalla de oro    | Sable individual  |
| Campeonato Europeo |                         |                   |                   |
| Año                | Lugar                   | Medalla           | Prueba            |
| 2013               | Zagreb (Croacia)        | Medalla de oro    | Sable por equipos |
| 2014               | Estrasburgo (Francia)   | Medalla de oro    | Sable por equipos |
| 2015               | Montreux (Suiza)        | Medalla de oro    | Sable por equipos |
| 2016               | Toruń (Polonia)         | Medalla de oro    | Sable por equipos |
| 2017               | Tiflis (Georgia)        | Medalla de plata  | Sable por equipos |
| 2018               | Novi Sad (Serbia)       | Medalla de oro    | Sable por equipos |
| 2019               | Düsseldorf (Alemania)   | Medalla de oro    | Sable por equipos |